# Irány délre!
Az Irány délre! (eredeti cím: Goin’ South) 1978-ban bemutatott amerikai western-filmvígjáték, melynek rendezője és főszereplője Jack Nicholson. További fontosabb szerepekben Mary Steenburgen, Christopher Lloyd, John Belushi, Richard Bradford, Veronica Cartwright, Danny DeVito és Ed Begley Jr. látható.
A forgatás 1977 júliusában kezdődött a mexikói Durangóban. Az Amerikai Egyesült Államokban 1978. október 6-án mutatták be. Bár vegyes kritikákat kapott, elindította Steenburgen karrierjét és a színésznőt Golden Globe-díjra jelölték az év színésznő felfedezettje kategóriában.

## Cselekmény
Henry Lloyd Moon kisstílű törvényen kívüli, amerikai polgárháborús veterán. Az 1860-as években bankrablás, valamint ló- és marhatolvajlás miatt akarják törvény elé állítani. Amikor sikerül elfogni, kötél általi halálra ítélik, de egy helyi rendelet megmenti az életét: ugyanis ha egy halálra ítélt férfi feleségül vesz egy nőt, akkor szabadon bocsátják, feltéve, hogy gondoskodik nejéről és jó útra tér. Először egy idősebb nő fogadja férjéül Moont, de az asszony a „lánykérés” után azonnal meghal. Ezt követően egy Julia Tate nevű, fiatalabb nő ajánl házasságot, amit a bűnöző örömmel elfogad.
Az előkelő modorú, önfejű, antialkoholista és szűz Julia azonban a birtoka alatti aranybánya feltárásában akarja munkaerőként felhasználni urát. Moon próbálkozásai ellenére nem hajlandó elhálni házasságukat sem. Végül egy vihar elől a bányába menekülve együtt töltik az éjszakát, de másnap reggelre Julia megbánja tettét. Moon el akar szökni a városból, de a seriff emberei visszaviszik otthonába. Itt kibékülnek Juliával és nemsokára aranyat is találnak a nő bányájában.
Moon régi bandájának tagjai felbukkannak Julia házában és mulatni kezdenek. Leitatják Moon feleségét, aki elszólja magát az aranyról. Hermine, a banda egyik tagja és Moon volt szeretője rámászik Moonra. Ő próbálja elhárítani közeledését, de Julia rajtakapja őket és félreérti a helyzetet, ezért egyoldalúan felbontja férjével az arany megosztásáról kötött egyezségüket. Bányászás közben a járat beomlik és maga alá temeti a házaspárt, de Moonnak sikerül kijuttatnia mindkettőjüket. Egy újabb félreértés miatt Julia – Moon tudtán kívül – eladta birtokát és távozott a városból. Moon felesége után ered és tisztázza a helyzetet, majd újra kibékülnek.

## Szereplők
| Színész             | Szerep                   | Magyar hang       |
| ------------------- | ------------------------ | ----------------- |
| Jack Nicholson      | Henry Lloyd Moon         | Tordy Géza        |
| Mary Steenburgen    | Julia Tate Moon          | Spilák Klára      |
| Christopher Lloyd   | Towfield seriffhelyettes | Trokán Péter      |
| John Belushi        | Hector seriffhelyettes   | Kerekes József    |
| Richard Bradford    | Kyle seriff              | Juhász Jácint     |
| Gerald H. Reynolds  | Polty                    | Szokolay Ottó     |
| Veronica Cartwright | Hermine                  | Bodor Böbe        |
| Jeff Morris         | Nagy Abe                 | Papp János        |
| Danny DeVito        | Hog                      | Kassai Károly     |
| Tracey Walter       | Coogan                   | Selmeczi Roland   |
| Britt Leach         | Parson Weems             |                   |
| Luana Anders        | Loretta Anderson         |                   |
| George W. Smith     | Mr. Anderson             |                   |
| Lucy Lee Flippin    | Diane Haber              |                   |
| Ed Begley Jr.       | Whitey Haber             | Haás Vander Péter |
| Lin Shaye           | napernyős hölgy          |                   |
| Anne Ramsey         | idős nő                  |                   |

## Fordítás
- Ez a szócikk részben vagy egészben  a   Goin' South című angol Wikipédia-szócikk ezen változatának fordításán alapul.  Az eredeti cikk szerkesztőit annak laptörténete sorolja fel. Ez a jelzés csupán a megfogalmazás eredetét és a szerzői jogokat jelzi, nem szolgál a cikkben szereplő információk forrásmegjelöléseként.